# Chondrite CM
Les chondrites CM sont des météorites pierreuses appartenant à la classe des chondrites carbonées. Le « M » de leur nom est l'initiale du nom de leur lithotype, la météorite de Mighei (de). C'est le type le plus fréquent de chondrites carbonées.

## Présentation et taxonomie
Les classes principales des météorites sont les chondrites ordinaires et les chondrites carbonées, à côté desquelles on trouve des classes plus rares comme celles des enstatites et des uréilites. Le terme « chondrite » indique que les spécimens contiennent (ou peuvent avoir contenu) des chondres dans une matrice. Celles-ci sont des gouttelettes refroidies de minéraux, antérieures aux météorites elles-mêmes. Le terme « carboné » distingue des chondrites ordinaires mais certaines météorites à enstatite et à uréilite peuvent avoir plus de carbone que les chondrites de type C. Pourtant, toutes les chondrites C se distinguent des chondrites ordinaires par une teneur en carbone non négligeable (entraînant une couleur sombre), plus d'autres volatils, donnant une densité plus faible,. Après la mise au point des classes, une définition plus rigoureuse a été trouvée : les chondrites C contiennent proportionnellement plus de magnésium que les chondrites ordinaires,,.
Les types de chondrites C comprennent les CI, CM, CO, CV, CK, CR et groupes inférieurs (CH, CB et les météorites C non classées). Les spécimens se voient attribuer un groupe selon leurs qualités pétrologiques et chimiques, groupe nommé à partir d'un exemple marquant. En résulte CI pour « comme Ivuna » (Ivuna-like), CM est donc « comme Mighei » (Mighei-like), CO, « comme Ornans », etc. Le groupe CM ressemble le plus aux chondrites CI et CO. La classification « CM-CO » est parfois utilisée,,. Les trois groupes contiennent des isotopes de titane 50Ti et de chrome 54Cr clairement anormaux,.
Les chondrites C sont beaucoup plus rares que les chondrites ordinaires, mais le groupe CM en est « le type le plus abondant » du groupe des « carbonés »,. Le catalogue des météorites MetCat, recense en tout, 16 chutes de CM (entrées observées, puis récupérations), et 193 découvertes (météorites avec entrées non observées, éventuellement anciennes). Le deuxième groupe de chondrites C le plus représenté est celui des CO — 16 chutes, 98 découvertes répertoriées. Les chondrites C ont cumulé donc, selon MetCat en 2023, 36 chutes et 435 découvertes.

## Types pétrologiques
Les chondrites C en général, dont notamment les chondrites CM, ont de faibles densités pour les météorites. Les CM sont légèrement plus denses (~ 2,1 gr/cc) que les CI, mais moins denses que les CO et les autres C-chondrites,. Cela est dû à une combinaison de bréchification (roche lithifiée à partir de fragments de roches antérieures) comprenant des porosités et des matériaux constitutifs légers natifs (voir infra). Notons qu'il y a de rares CM non bréchifiés comme Y-791198 et ALH81002.
Basé principalement sur la pétrologie, les premiers scientifiques ont tenté de quantifier différentes météorites. Gustav Rose, à qui l'on doit les termes de « chondre », « chondrite » et « chondrites carbonées », puis Tschermak ont conçu les premières taxonomies. Dans le schéma de 1904 d' Aristides Brezina (en), les chondrites CM d'aujourd'hui seraient "K" (["kohlige Meteorite"]). Wiik a publié le premier système moderne en 1956, divisant les météorites en types I, II et III. Les CM relevaient du Type II de Wiik.
Les chondrites CM sont par essence toutes de type II sur l'échelle pétrographique de Van Schmus et Wood définie en 1967. À ce moment-là, les récupérations de CI et de CM étaient suffisantes pour définir l'extrémité «gauche» de l'échelle (altération aqueuse). Les types 4 à 6 indiquent une altération thermique croissante et le type 3 est supposé inchangé.
| Type                                                                            | 1                 | 2                                          | 3                                                   | 4                                                              | 5                                                              | 6                                                   | 7                                                   |
| ------------------------------------------------------------------------------- | ----------------- | ------------------------------------------ | --------------------------------------------------- | -------------------------------------------------------------- | -------------------------------------------------------------- | --------------------------------------------------- | --------------------------------------------------- |
| Homogénéité des compositions d'olivine et de pyroxène                           | -                 | > 5 % d'écarts moyens                      | > 5 % d'écarts moyens                               | ≤ 5ɥ                                                           | Homogène                                                       | Homogène                                            | Homogène                                            |
| État structurel du pyroxène à faible teneur en calcium                          | -                 | Principalement monoclinique                | Principalement monoclinique                         | > 20 % monoclinique                                            | ≤ 20 % monoclinique                                            | Orthorhombique                                      | Orthorhombique                                      |
| Degré de développement du feldspath secondaire                                  | -                 | Grains primaires mineurs                   | Grains primaires mineurs                            | Grains secondaires < 2 μm                                      | Grains secondaires 2-50 μm                                     | Grains secondaires > 50 μm                          | Grains secondaires > 50 μm                          |
| Verre chondrale                                                                 | Altéré ou absent  | Principalement modifié, certains conservés | Clair, isotrope                                     | Dévitrifié                                                     | Absent                                                         | Absent                                              | Absent                                              |
| Métal : teneur maximale en nickel                                               | -                 | < 20 % Taénite mineure ou absente          | > 20 % kamacite et taénite en relation d'exsolution | > 20 % kamacite et taénite en relation d'exsolution            | > 20 % kamacite et taénite en relation d'exsolution            | > 20 % kamacite et taénite en relation d'exsolution | > 20 % kamacite et taénite en relation d'exsolution |
| Sulfures : Teneur moyenne en Ni                                                 | -                 | > 0,5 %                                    | < 0,5 %                                             | < 0,5 %                                                        | < 0,5 %                                                        | < 0,5 %                                             | < 0,5 %                                             |
| Texture globale                                                                 | Pas de chondres   | Limites nettes des chondres                | Limites nettes des chondres                         | Certains chondres peuvent être discernés, moins d'arêtes vives | Certains chondres peuvent être discernés, moins d'arêtes vives | Chondrules mal délimitées                           | Textures primaires détruites                        |
| Matrice                                                                         | Grain fin, opaque | Opaque à grain fin                         | Opaque à transparent                                | Transparent, recristallisé                                     | Transparent, recristallisé                                     | Transparent, recristallisé                          | Transparent, recristallisé                          |
| Teneur en carbone en vrac                                                       | ~ 2,8 %           | ~ 0,6–2,8 %                                | ~ 0,2–1,0 %                                         | < 0,2 %                                                        | < 0,2 %                                                        | < 0,2 %                                             | < 0,2 %                                             |
| Teneur en eau en vrac                                                           | ~ 20 %            | ~ 4-18 %                                   | 0,3-3 %                                             | < 1,5 %                                                        | < 1,5 %                                                        | < 1,5 %                                             | < 1,5 %                                             |
| Van Schmus, Bois 1967 ; Sears, Dodd 1988 ; Brearley, Jones 1998 ; Weisberg 2006 |                   |                                            |                                                     |                                                                |                                                                |                                                     |                                                     |

Les groupes modernes « V » et « O » ont été désignés par Van Schmus en 1969 comme divisions de Type 3, comme « sous-classe C3V »et « C3O ». Wasson a ensuite ajouté « C2M » en 1974, depuis lors, les C2M ont généralement été abrégés en « CM », tout comme les autres groupes.
| Groupe | 1 | 2 | 3 | 4 | 5 | 6 | 7 |
| ------ | - | - | - | - | - | - | - |
| CI     |   |   |   |   |   |   |   |
| CM     |   |   |   |   |   |   |   |
| RC     |   |   |   |   |   |   |   |
| CH     |   |   |   |   |   |   |   |
| CC     |   |   |   |   |   |   |   |
| CV     |   |   |   |   |   |   |   |
| CO     |   |   |   |   |   |   |   |
| CK     |   |   |   |   |   |   |   |

D'après Weisberg et al. 2006, Giese et al. 2019. Remarque : il existe un spécimen CV2 unique, désigné par Mundrabilla 012,.

### Chondrules et similaires
En tant que météorites de type 2, les chondrites CM possèdent encore certains chondres, les autres ont été modifiés ou dissous par l'eau. Les CO contiennent davantage de chondres ; quant aux CI, ils présentent soit des traces d'anciens chondres (« pseudomorphes »), soit, comme l'affirme certaines opinions, n'en ont jamais contenu. De nombreux chondres CM sont entourés de bords de minéraux accessoires, ou d'auréoles de matériaux de chondres altérés par l'eau,.
Les chondres des chondrites CM, bien qu'en moins grand nombre, sont plus grands que ceux des CO. Alors que les chondres des CM ont un diamètre moyen plus petit (environ 300 μm), ceux des CO sont exceptionnellement petits (environ 170 μm),. Cela peut s'expliquer par un biais du survivant : si l'eau dissout les chondres des CM élimine en premier ceux qui sont déjà petits, les plus grands peuvent subsister et être observés, bien qu'avec moins de matériau d'origine. De même, les CM contiennent des inclusions mineures riches en calcium et en aluminium (CAI),.

### Matrice
La matrice des CM (matériau broyé, entre les chondres) a été décrite comme « spongieuse »,.
Les grains de silicates d'olivine et de pyroxène sont également moins nombreux dans les météorites CM que dans les CO, mais plus nombreux que dans les CI. Comme pour les chondres, ces grains sont sensibles à l'eau et suivent la progression de l'eau de l'échelle pétrographique. Les grains de métal libre suivent également cette évolution. Les météorites CO contiennent des niveaux plus élevés de métal libre, tandis que les CI ont majoritairement oxydé le leur. Les CM se situent entre les deux,.
Métal libre et grains d'olivine/pyroxène ont été largement ou principalement altérés pour former la matière de la matrice. Une météorite CM contiendra plus de matrice qu'une CO, mais moins qu'une CI (qui sont essentiellement constituées de matrice, selon Van Schmus & Wood 1967).
En 1860, Friedrich Wöhler prétend par sérendipité que la matrice est faite de serpentinite. En 1973, Fuchs et al., échoue à en identifier les phyllosilicates constitutifs, et définit la matrice comme « phase mal caractérisée » (PCP). La cronstedtite est décrite par Kurat et Kracher dans le magazine Meteoritics en 1975.
Tomeoka et Buseck, identifiant la cronstedtite et la tochilinite en 1985, ont nommé un matériau de matrice « FESON » (pour couches Fe-SO-Ni), ainsi que le rétroacronyme « phase partiellement caractérisée » pour PCP. Les auteurs ultérieurs utiliseront le terme TCI, (intercroissances tochilinite-cronstedtite). la chlorite, la vermiculite et la saponite représentent les phyllosilicates moins courants,.

### Sous-classification
Le groupe CM est à la fois vaste et diversifié. Plusieurs tentatives ont été faites pour subdiviser le groupe au-delà du typage Van Schmus-Wood. McSween 1979 était une des premières propositions. Après lui, ceux-ci ajoutent un suffixe après le type pétrologique, avec « CM2.9 » faisant référence à des spécimens de type CO moins altérés, et « CM2.0 » étant des météorites de type CI plus altérées. Aucun vrai spécimen 2.9  n'a été catalogué récemment.
L'étude McSween 1979 apporte un classement de la quantité de matrice par rapport à la quantité totale, et mesure l'épuisement du fer dans la matrice, pour quantifier les degrés d'altération les plus élevés.
L'étude Browning et al. 1996 conçoit une formule appelée « MAI » (indice d'altération minéralogique), quantifie la quantité de grains de silicate non altérés et gradue le niveau d'altération des chondres pour quantifier l'altération.
La publication Rubin et al. 2007 ajoute la mesure des carbonates, avec plus de dolomite et moins de calcite indiquant une altération plus élevée.
Howard et al. 2009, 2011 mesure l'abondance totale des phyllosilicates pour quantifier l'altération,.
L'étude Alexandre et al. 2012, 2013 mesure le niveau de deutérium, le rapport C/H et les isotopes d'azote pour quantifier l'altération,.
La recherche d'un système de classification se poursuit, car les systèmes existants diffèrent sur les spécimens. La météorite de Murchison est systématiquement classée comme peu altérée, les auteurs diffèrent toutefois sur certaines pierres plus altérées.

### Exemples de transitions
CM-CO
- Météorite de Paris - décrite comme « la chondrite CM la moins altérée à ce jour »[52] « qui comble le fossé entre les CM et les CO »[53].
- ALHA77307
- Météorite d'Adélaïde
- Acfer 094
- MAC87300, MAC88107

CM-CI
- Météorite de Bells
- EET83334
- ALH88045
- Lac Tagish
- Dhofar 225

### Eau
Les chondrites CI et CM sont « riches en eau »,,. Les CM contenant 3 à 14 % en poids d'eau. L'eau est contenue dans la tochilinite,, la cronstedtite, et d'autres cristaux,,.
C'est cette eau, et non celles des comètes,, qui est à l'origine probable des océans de la Terre ce qui est mis en évidence par le traçage isotopique (principalement celui du deutérium, mais aussi d'autres éléments),.

#### Inclusions fluides
Des inclusions fluides contenant de l'eau de météorite sont décrites depuis longtemps,,, cependant, la présence native d'eau a été mise en doute en raison, par exemple, de la contamination par les liquides de coupe lors de la découpe en lames des échantillons,. Des processus plus modernes permettent de nouvelles mesures avec la préparation sans eau,,.

## Chimie
Les chondrites carbonées, comme leur nom l'indique, contiennent des composés carbonés appréciables. Les chondrites C comportent le carbone natif, des composés simples comme les carbures et carbonates métalliques, les chaînes organiques et les hydrocarbures aromatiques polycycliques (HAP),.
L'abondance en éléments de certains groupes de chondrites C — à l'exception notable d'hydrogène, d'hélium et de certains autres éléments, (voir infra) —, est connue depuis longtemps pour sa ressemblance avec les valeurs d'abondance solaire,,. Les chondrites CI, en particulier, leur correspondent « d'assez près, plus que tout autre type de matière météorique ou terrestre » ;  phénomène qualifié de  « quelque peu miraculeux ». Seules les planètes géantes gazeuses ont la masse pour retenir spécifiquement l'hydrogène et l'hélium. Cela s'étend à la plupart des gaz nobles, et à des quantités moindres les éléments N, O et C, les atmophiles. D'autres éléments - volatils et réfractaires - ont des correspondances entre les chondrites CI et la photosphère solaire et le vent solaire, de sorte que le groupe CI est utilisé comme étalon cosmochimique,. Comme le soleil représente 99 % de la masse du système solaire, connaître l'abondance solaire est le point de départ de toute autre partie ou processus de ce système.
La correspondance solaire est similaire mais plus faible dans les chondrites CM. Les éléments plus volatils se sont quelque peu raréfiés par rapport aux CI, et les éléments plus réfractaires quelque peu enrichis,,.
Une petite quantité de matériaux météoritiques se révèlent être de petits grains présolaires (PSG),. Ce sont des cristaux de matière qui baigne l'espace du système solaire, et qui date de l'époque présolaire. Les PSG comprennent le carbure de silicium (« moissanite ») et les micro-diamants, ainsi que d'autres minéraux réfractaires tels que le corindon et le zircon. Les niveaux d'isotopes de leurs éléments ne correspondent pas aux niveaux du système solaire, étant plutôt plus proches, par exemple, du milieu interstellaire. Les PSG eux-mêmes peuvent contenir des PSG plus petits.
Comme pour d'autres classes de météorites, la teneur en carbone est produite en assurée par des carbures (souvent de la cohenite, Fe3C avec par exemple des substitutions de nickel)  et des carbonates tels que la calcite et la dolomite,,. La présence dans les chondrites CM de l'aragonite est un signe discriminant par rapport aux CI qui n'en contiennent peu ou pas.
Le total des composés carbonés dans les chondrites CM est inférieur à ceux des chondrites CI ; cependant, plus ceux-ci sont plus souvent des aromatiques. Le profilage isotopique indique qu'il s'agit de météorites et non de terrestres.
Les matières organiques provenant des chondrites C se divisent en matière soluble et en IOM (matière organique insoluble). La fraction soluble céderait aux techniques de chimie du milieu du XXe siècle,, produisant de la paraffine, du naphtène et les aromatiques, avec d'autres apports.
L'OIM constitue, cependant, la nette majorité de la composante organique. En 1963, Briggs et Mamikunian le qualifiant de « très grand poids moléculaire ». L'IOM lui-même se divise en deux composants : thermiquement labile, et réfractaire.

### Acides aminés

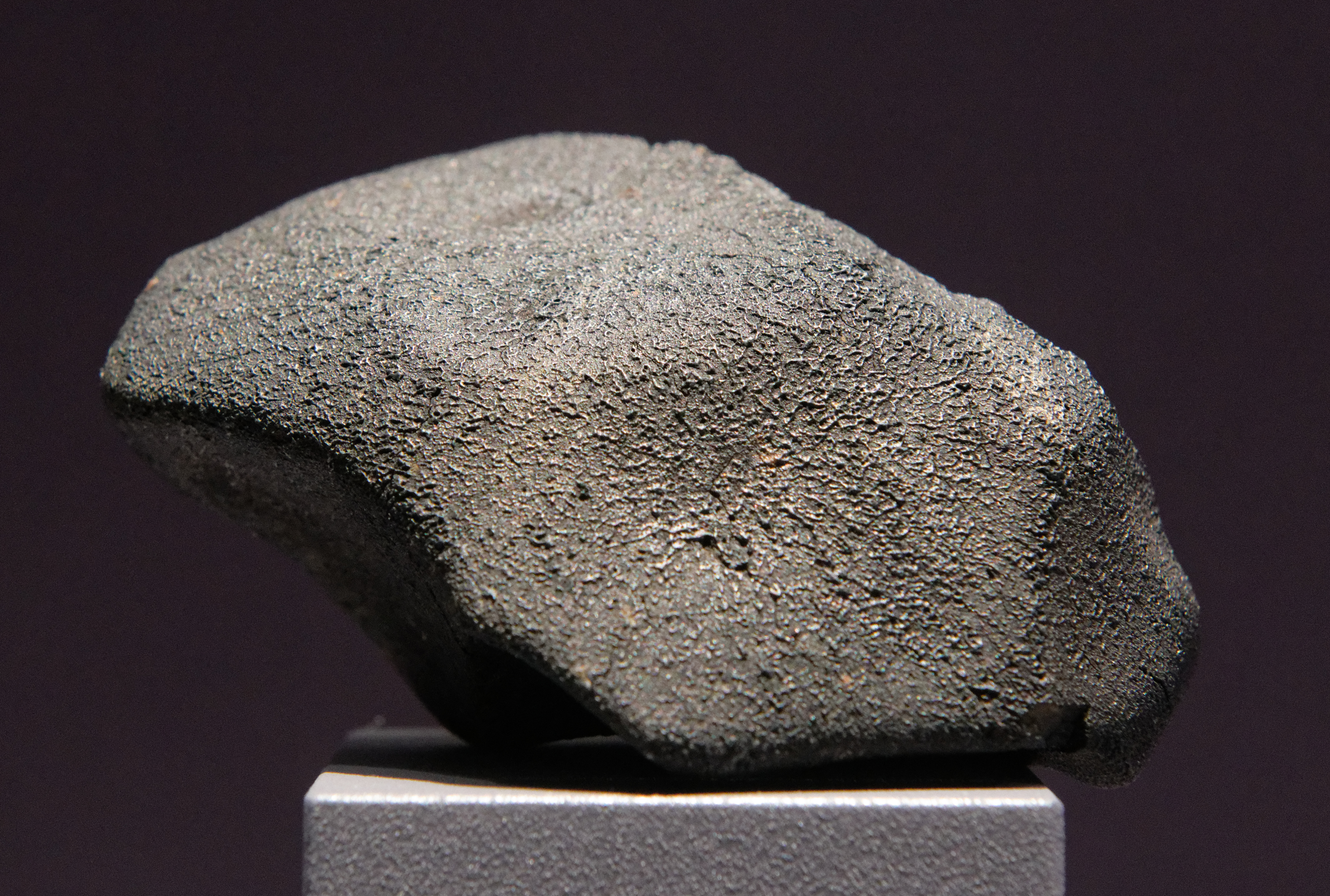
Météorite de Murchison contenant des microcristaux de moissanite pré-solaire, tombée le 28 septembre 1969 à Murchison, état de Victoria en Australie. Galerie de minéralogie et de géologie du Muséum national d'histoire naturelle de Paris.

La présence d'acides aminés et d'autres composés organiques a été annoncée pour la première fois par plusieurs équipes,, cependant, les concentrations étaient faibles à indétectables, et se révéla être une contamination terrestre,. La chute de la météorite de Murchison en 1969 a fourni plus de 100 kg d'échantillon, c'est la plus grande CM jamais trouvée. Le bolide ont été récupéré rapidement, dans une zone sèche. Vu les progrès des techniques de biochimie et de pétrochimie, une réponse scientifique se dessine grâce aux météorites : les sucres et les acides aminés, existent dans l'espace. Cela inclut les acides aminés non terrestres,. Plusieurs isotopes ne correspondent pas aux niveaux terrestres, preuve solide de non-contamination,,.
Les taux d'acides aminés sont plus élevés dans les CM que dans les CI.
On trouve également des nitriles/cyanures de type amino et des hétérocycles. Ces matières organiques apparentées peuvent être des produits de décomposition ou des précurseurs,,.

#### Chiralité
Les premières analyses n'ont pas enregistré la rotation optique et ont donné des matières organiques météoritiques comme racémiques,. Comme les acides aminés sont divers mais peu nombreux, la découverte de la chiralité météoritique n'a pu se faire qu'avec la séparation de l'IOM. La latéralité de certaines matières organiques de météorite est maintenant admise (voir infra), y compris dans la fraction organique soluble,.

| Acide aminé                    | Référence |
| ------------------------------ | --------- |
| Glycine                        | 1         |
| Alanine                        | 1         |
| Sérine                         | 5         |
| Isosérine                      | 4         |
| homosérine                     | 4         |
| β-homosérine                   | 4         |
| acide d-2,3-diaminopropanoïque | 2         |
| α-méthylsérine                 | 4         |
| Thréonine                      | 5         |
| Isothréonine                   | 4         |
| allo-Isothréonine              | 4         |
| asperge                        | 5         |
| Acide 2,3-diaminobutanoïque    | 2         |
| Acide glutamique               | 1         |
| Valine                         | 1         |
| isovaline                      | 3         |
| Norvaline                      | 3         |
| Proline                        | 1         |
| Leucine                        | 5         |
| Isoleucine                     | 5         |
| Norleucine                     | 3         |
| 2-méthylalanine                | 1         |
| Isobutylamine                  | 6         |
| Histamine                      | 5         |
| isovaline                      | 6         |
| Sarcosine                      | 1         |

1) Kvenvolden et al. 1970. 2) Meierheinrich et al. 2004. 3) Martins et al. 2015. 4) Koga et al. 2017. 5) Rudrasvami et al. 2018. 6) Pizzarello & Yarnes 2018

### Gaz
La première publication rapportant un gaz anormal dans une chondrite carbonée (Météorite de Murray) remonte à 1960. Les « météorites riches en gaz » des autres classes hébergent leur gaz dans des liths sombres, dans la plupart des cas étroitement liés au CM.
Les gaz contenus dans les météorites comprennent les gaz primordiaux, solaires (à la fois le vent solaire et une composante distincte des éruptions solaires), radiogéniques (en raison de l'exposition aux rayons cosmiques) et fissiles (produits de désintégration). Les matériaux hôtes sont généralement carbonés, y compris les grains présolaires : diamant, carbure de silicium,, graphite, et organiques.
La météorite de Nogoya est une chondrite CM particulièrement riche en gaz,.
Les micrométéorites perdent des quantités importantes de leurs gaz lors de l'échauffement de la rentrée atmosphère, mais en livrent toujours des niveaux quantifiables.

### Analyses isotopiques
Les études isotopiques sont devenues essentielles dans l'examen des histoires naturelles. L'oxygène, en particulier, produit des oxydes assez stables. Il faut des événements, des processus ou des énergies conséquents pour trier les isotopes par leurs légères différences de masse.
Les chondrites CM et CI ont une différence mesurable dans les niveaux d'isotopes d'oxygène. Cela suggère une température de formation différente, et donc une zone originelle différente dans le jeune système solaire. Les météorites CM et CO, quant à elles, montrent des isotopes d'oxygène similaires, indiquant une relation,,.

## Provenance
Les chondrites CM, et les autres chondrites C, sont soumises à un sérieux biais d'observation. Celles de type C sont friables, en raison à la fois de la porosité à macro-échelle et des matrices à micro-échelle de phyllosilicates, de nombreux chondres ayant également des couches telles que des phyllosilicates. Elles ont été qualifiées de « tuf » (cendres volcaniques compactées),.
À titre d'exemple, la météorite du lac Tagish a fourni environ 10 kg d'échantillons, provenant d'un météore estimé à une masse de 60-90 tonnes avant sa rentrée atmosphérique.
En revanche, de nombreuses météorites chondrites ordinaires sont plus résistantes et surreprésentées. Les météorites de fer le sont encore plus.
Les chondrites CI et CM notamment sont alors soumises à l'altération, une fois au sol. Comme de nombreux composants des chondrites C sont solubles dans l'eau, les chondrites ordinaires et les ferreuses sont plus susceptibles d'être reconnus et récupérés. Une plus grande couverture d'observation des déserts chauds et de l'Antarctique a permis de récupérer de nombreux spécimens de chondrite C,,.

### Corps parent(s)
En tant que météorites carbonées, les CM et d'autres groupes proviennent normalement d'astéroïdes carbonés : explicitement les astéroïdes de type C et, à divers degrés, ceux de type G-, B- (y compris les obsolètes F-), D- et P,,. Comme ceux de type carboné représentent la majorité des astéroïdes,,, mais que seulement un petit pourcentage des météorites récupérées, les effets de sélection/filtrage doivent être sévères.
Outre la diversité des CM et la diversité des types et sous-types d'astéroïdes C — en plus des astéroïdes et des planétoïdes eux-mêmes —, la question de la filiation reste ouverte à ce jour. La météorite Almahata Sitta a été cataloguée comme une uréilite, une classe de météorites entièrement différente. Cependant, elle est enregistrée en tant qu'astéroïde 2008 TC3. Une mesure de spectre brut a été prise avant la rentrée, ce qui aurait désigné 2008 TC3 en tant que type F ou B.
On constate qu'une certaine quantité d'altération de l'espace se produit sur les astéroïdes carbonés, ce qui complique les tentatives de relier les météorites à leurs corps parents par spectroscopie,,.
Il existe une hypothèse persistante selon laquelle tous les CM sont issus d'un seul parent,, et une hypothèse alternative,.

### Météorites polymictes
Les météorites bréchiques faites de conglomérat des roches sont de deux sortes : les brèches monomictes (reformées à partir de fragments de roche sur un seul type) et les polymictes (incorporant différentes roches mères). Les météorites polymictes montrent les échanges entre des corps parents. Des matériaux de chondrite C sont souvent trouvés dans ces météorites,.
exemples
- PRA 04401 - nominalement une HED qui contient autant de matériau CM (ou de type CM) dans les clastes que le matériau HED[172]
- La météorite de Kaidun - une brèche « évier de cuisine »[173]
- La météorite de Supuhee
- La météorite de Plainview
- La météorite de Jodzie

## Questions ouvertes
- Origine de l'eau sur la Terre
- Origine de la vie

## Liste de chondrites CM

### Spécimens notables
- La météorite de Mighei - 1889, dont dérive le nom du groupe.
- La météorite de Cold Bokkevelt - 1838. Découverte dans une région aride, et considérée comme raisonnablement inchangée.
- La météorite de Nogoyá - 1879
- La météorite de Boriskino - 1930
- La météorite de Murray - 1950
- La météorite de Murchison - 1969. D'un grand poids total connu de 100 kg récupéré, donnant lieu à une étude approfondie
- La météorite de Yamato 74662-1974. Première chondrite CM d'Antarctique trouvée dans la Chaîne de la Reine-Fabiola.

### Spécimens trouvés récemment
- Aguas Zarcas - automne avril 2019. Spécimens récupérés rapidement, de plus 20 kg
- La Météorite de Winchcombe
- La météorite de Mukundpura. Tombée le 6 juin 2017, brisée lors de l'impact. Une masse de 2,2 kg de fragments a été récupérée en quelques heures.